# Episodi di Star Trek: Deep Space Nine (prima stagione)
La prima stagione della serie televisiva Star Trek: Deep Space Nine, composta da 20 episodi, è stata trasmessa negli Stati Uniti in syndication dal 3 gennaio 1993 al 20 giugno 1993.
In Italia è stata trasmessa da Rai 2 dal 29 giugno 1995 al 3 dicembre 1995.
| nº | Titolo originale             | Titolo italiano             | Prima TV USA     | Prima TV Italia   |
| -- | ---------------------------- | --------------------------- | ---------------- | ----------------- |
| 1  | Emissary: Part 1             | L'emissario (prima parte)   | 3 gennaio 1993   | 29 giugno 1995    |
| 2  | Emissary: Part 2             | L'emissario (seconda parte) | 3 gennaio 1993   | 29 giugno 1995    |
| 3  | Past Prologue                | Il terrorista               | 10 gennaio 1993  | 6 luglio 1995     |
| 4  | A Man Alone                  | Uno strano delitto          | 17 gennaio 1993  | 6 luglio 1995     |
| 5  | Babel                        | Il virus di Babele          | 24 gennaio 1993  | 27 luglio 1995    |
| 6  | Captive Pursuit              | La preda                    | 31 gennaio 1993  | 3 agosto 1995     |
| 7  | Q-Less                       | Per amore di Q              | 7 febbraio 1993  | 10 agosto 1995    |
| 8  | Dax                          | Il passato di Dax           | 14 febbraio 1993 | 17 agosto 1995    |
| 9  | The Passenger                | Il clandestino              | 22 febbraio 1993 | 24 agosto 1995    |
| 10 | Move Along Home              | Il gioco dei Wadi           | 14 marzo 1993    | 31 agosto 1995    |
| 11 | The Nagus                    | Nagus per un giorno         | 21 marzo 1993    | 7 settembre 1995  |
| 12 | Vortex                       | La chiave vivente           | 18 aprile 1993   | 21 settembre 1995 |
| 13 | Battle Lines                 | Guerra per sempre           | 25 aprile 1993   | 12 novembre 1995  |
| 14 | The Storyteller              | Colui che racconta          | 2 maggio 1993    | 12 novembre 1995  |
| 15 | Progress                     | Un addio difficile          | 9 maggio 1993    | 19 novembre 1995  |
| 16 | If Wishes Were Horses        | Sogni pericolosi            | 16 maggio 1993   | 19 novembre 1995  |
| 17 | The Forsaken                 | Il cucciolo                 | 23 maggio 1993   | 26 novembre 1995  |
| 18 | Dramatis Personae            | Dramma involontario         | 1º giugno 1993   | 26 novembre 1995  |
| 19 | Duet                         | Colpevole ad ogni costo     | 13 giugno 1993   | 3 dicembre 1995   |
| 20 | In the Hands of the Prophets | Nelle mani dei Profeti      | 20 giugno 1993   | 3 dicembre 1995   |

## L'emissario
- Titolo originale: Emissary
- Diretto da: David Carson
- Scritto da: Rick Berman e Michael Piller (soggetto), Michael Piller (sceneggiatura)

### Trama
Data Stellare 46379.1. Bajor, un pianeta in una zona di secondaria importanza, è stato sottratto dal dominio cardassiano dopo cinquanta anni di occupazione. In orbita attorno al pianeta si trova la stazione spaziale cardassiana Terok Nor, ribattezzata Deep Space Nine; al suo comando viene assegnato dalla Flotta Stellare Benjamin Sisko, vedovo (sua moglie Jennifer è morta durante la battaglia di Wolf 359) con un figlio, Jake. Il comandante Sisko viene affiancato dal maggiore Kira Nerys, che rappresenta il governo provvisorio bajoriano e funge da ufficiale di collegamento. Sulla stazione, che deve essere pesantemente riparata in seguito alla guerra con i Cardassiani, giungono anche il dottor Bashir, medico assegnato alla stazione, Miles O'Brien dall'astronave USS Enterprise D e Jadzia Dax, che ospita il simbionte Dax, vecchio amico di Sisko. Durante l'esplorazione con una navetta, Sisko e Dax attraversano un tunnel spaziale (della cui esistenza nessuno sapeva) e si ritrovano nel quadrante Gamma, seguiti da una nave cardassiana comandata da Gul Dukat. Il tunnel, per la sua possibile importanza strategica e politica, fa gola sia ai Cardassiani, che a Bajor, che alla Flotta. Kira e O'Brien riescono a spostare la Deep Space Nine nei pressi del tunnel, contemporaneamente all'arrivo di una nave cardassiana. Dopo momenti di tensione, la situazione si risolve a favore della Flotta e di Bajor grazie all'arrivo dell'Enterprise e alla ricomparsa della navetta e della nave cardassiana dal tunnel, che ha la particolarità di apparire e scomparire. Sisko diventerà per i Bajoriani l'“Emissario”: secondo la loro religione, nel tunnel vivono i Profeti, i loro dèi, e secondo la profezia essi avrebbero un giorno mandato ai Bajoriani una sorta di messia. I Profeti vivono all'interno del tunnel spaziale, in un continuum spaziotemporale differente, in cui il tempo non è una dimensione lineare. Riescono a passare nel nostro universo attraverso il tunnel spaziale e per comunicare talvolta utilizzano dei cristalli, che sono venerati dai Bajoriani. Sono soliti comunicare con i loro interlocutori ricreando immagini di ambienti e persone a loro familiari. Noti anche come “Lacrime dei Profeti”, negli ultimi diecimila anni sono stati scoperti nove di questi cristalli, tutti della stessa forma che ricorda una clessidra terrestre e tutti con una forte carica di energia. Secondo la religione bajoriana, questi cristalli rappresentano un messaggio da parte dei Profeti. Tutti i cristalli, tranne uno, sono stati portati via da Bajor durante l'occupazione cardassiana.
Il Cristallo della Profezia e del Cambiamento è l'unico rimasto su Bajor dopo la razzia dei Cardassiani. Ha permesso a Benjamin Sisko di rivivere alcune esperienze del suo passato.
- Altri interpreti: Patrick Stewart (Jean-Luc Picard/Locutus), Camille Saviola (Kai Opaka), Felecia M. Bell (Jennifer Sisko), Marc Alaimo (Gul Dukat), Joel Swetow (Gul Jasad), Aron Eisenberg (Nog), Max Grodénchik (Rom), J. G. Hertzler (capitano Vulcaniano).

## Il terrorista
- Titolo originale: Past Prologue
- Diretto da: Winrich Kolbe
- Scritto da: Katharyn Powers

### Trama
Nei pressi di Deep Space Nine arriva una nave inseguita dai Cardassiani, il cui pilota viene salvato in extremis: si tratta di Tahna Los, un ex terrorista (o patriota, a seconda dei punti di vista) bajoriano, vecchia conoscenza di Kira Nerys. Egli chiede asilo politico sulla stazione scatenando subito gli animi politici: i Cardassiani considererebbero l'accettazione della domanda come un affronto, i Bajoriani reagirebbero allo stesso modo in caso di rifiuto. Arrivano sulla stazione anche due sorelle klingon che sembrano essere in affari con Tahna Los. Kira scoprirà, dopo essersi esposta per Tahna, che le sue intenzioni non sono pacifiche: desidera far esplodere il tunnel spaziale in modo che la Federazione si disinteressi a Bajor e lasci il loro sistema. Il Bajoriano verrà arrestato e consegnato alle autorità.
Intanto il dottor Bashir viene inaspettatamente avvicinato da Garak, l'unico Cardassiano rimasto a bordo della stazione: è un apprezzato sarto con un suo atelier sulla passeggiata, e sospettato da molti di essere rimasto su Deep Space Nine in qualità di spia per Cardassia.
- Altri interpreti: Jeffrey Nordling (Tahna Los), Gwynyth Walsh (B'Etor), Barbara March (Lursa), Susan Bay (ammiraglio Rollman), Vaughn Armstrong (Gul Danar), Richard Ryder (Vice), Mark Allen Shepherd (Morn)

## Uno strano delitto
- Titolo originale: A man alone
- Diretto da: Paul Lynch
- Scritto da: Gerald Sanford e Michael Piller (soggetto), Michael Piller (sceneggiatura)

### Trama
Un vecchio avversario di Odo arriva su Deep Space Nine e, poco tempo dopo, successivamente a una lite con lo stesso Odo, viene trovato ucciso. Tutti gli indizi portano ad accusare il mutaforma e gli abitanti bajoriani della stazione vorrebbero farsi giustizia da soli, ma la realtà è assai più complessa: il dottor Bashir scopre che la vittima si è clonata e ha fatto uccidere il suo clone proprio per incolpare l'odiato Odo. Scoperto l'inganno, il vero colpevole verrà arrestato e Odo ritornerà al suo posto di connestabile.
Intanto Keiko, la moglie del capo O'Brien, si sente inutile sulla stazione in quanto la sua specializzazione (botanica) risulta infruttuosa, e le viene in mente di aprire una scuola per i ragazzini della stazione, superando tante diffidenze poiché le specie accolte in classe saranno tra le più disparate e non tutte vanno d'accordo a causa delle enormi differenze culturali.
- Altri interpreti: Max Grodénchik (Rom), Aron Eisenberg (Nog), Rosalind Chao (Keiko O'Brien), Edward Laurence Albert (Zayra), Peter Vogt (Bajorano), Tom Klunis (Lamonay S), Stephen James Carver (Ibudan), Hana Hatae (Molly O'Brien), Mark Allen Shepherd (Morn)

## Il virus di Babele
- Titolo originale: Babel
- Diretto da: Paul Lynch
- Scritto da: Sally Caves e Ira Steven Behr (soggetto), Michael McGreevey e Naren Shankar (sceneggiatura)

### Trama
Deep Space Nine sta lentamente tornando all'efficienza, anche grazie al continuo lavoro di riparazione effettuato da O'Brien e dai suoi tecnici. Ma è proprio uno di questi interventi ad attivare inavvertitamente un pericolosissimo dispositivo di guerra batteriologica che era stato installato nei replicatori alimentari della stazione. Un virus inizia a diffondersi provocando una sorta di afasia; ben presto tutti si ammalano, anche perché Quark usa di nascosto i replicatori dell'anello degli ufficiali per rifornire il suo locale, e la stazione viene messa in quarantena. Bashir scopre che il virus è mutato ed è passato in aria, e anche che il virus è sintetico di fabbricazione bajoriana. Gli infettati iniziano ad avere altri sintomi gravi con possibile esito mortale, mentre il maggiore Kira inizia a chiedere a ex membri della resistenza chi aveva le conoscenze per creare un virus del genere.
- Altri interpreti: Jack Kehler (capitano Jaheel), Matthew Faison (Surmak Ren), Ann Gillespie (infermiera Jabara), Geraldine Farrell (Galis Blin), Joe Zenga (Asoth), Mark Allen Shepherd (Morn)

## La preda
- Titolo originale: Captive Pursuit
- Diretto da: Corey Allen
- Scritto da: Jill Sherman Donner (soggetto), Jill Donner e Michael Piller (sceneggiatura)

### Trama
Il primo visitatore dal quadrante Gamma arriva a Deep Space Nine su una nave gravemente danneggiata. Si presenta come "Tosk" e si rivela essere un visitatore molto speciale, assai sospettoso e che non fornisce molti dettagli su di sé; inoltre ha tutta l'aria di essere inseguito da qualcuno. Stringe una sorta di amicizia con O'Brien, ma il suo comportamento furtivo spinge Odo ad arrestarlo; durante la detenzione chiede a Miles di consentirgli di morire con onore, mentre dal tunnel arriva un'altra nave, che attacca la stazione. Gli occupanti di questa nave si teletrasportano su Deep Space Nine e uno di loro riesce a trovare Tosk: l'alieno spiega che i "Tosk" non sono altro che prede, e che questo "Tosk" si è macchiato della vergogna di farsi catturare vivo dagli umani, motivo per cui sarà condannato all'infamia di essere riportato al suo pianeta vivo. Sisko prende le sue difese, e l'alieno gli spiega che i "Tosk" sono creati ed educati per essere cacciati, e che essi sono orgogliosi del ruolo a loro assegnato nella cultura del loro pianeta. Sisko decide a malincuore di seguire la direttiva di non interferenza con altre culture, e di consegnare "Tosk", ma gli concederebbe asilo, se lo chiedesse. O'Brien cerca di convincerlo a restare, ma "Tosk" (che spiega significare Colui che fugge) gli spiega che sarebbe un'infamia ben peggiore che tornare vivo a casa. O'Brien, anche se non comprende la barbarie di questa usanza, organizza l'evasione di "Tosk" affinché la caccia ricominci, in modo che l'amico possa riconquistarsi l'onore perduto.
- Altri interpreti: Scott MacDonald (Tosk), Gerrit Graham (Il cacciatore), Kelly Curtis (Miss Sarda)

## Per amore di Q
- Titolo originale: Q-Less
- Diretto da: Paul Lynch
- Scritto da: Hannah Louise Shearer (soggetto), Robert Hewitt Wolfe (sceneggiatura)

### Trama
Ritornando dal quadrante Gamma, Jadzia Dax riporta con sé Vash, che dispone di una serie di manufatti raccolti nelle sue esplorazioni e trova subito in Quark un volenteroso socio, pronto ad organizzare quanto necessario per fare ottimi affari. Ma Vash non è sola, con lei c'è anche Q, che si professa innamorato di lei e non vuole che lei lo lasci; per raggiungere il suo scopo non esita a creare problemi ai membri dell'equipaggio, in particolare al dottor Bashir, che sta facendo la corte a Vash. O'Brien però riconosce Q sulla passeggiata e mette in allarme la stazione, che inizia a essere afflitta da perdite di energia e guasti di vario genere, cose di cui Q viene incolpato. Deep Space Nine inizia misteriosamente a muoversi da sola verso il tunnel e Sisko e l'equipaggio, convinti che Q non c'entri niente, si mettono al lavoro per evitare la distruzione della stazione, che avverrà se entrerà nel tunnel. Indagando, scoprono che il responsabile è un manufatto che contiene una forma di vita che non vuole altro che tornare a casa sua; dopo averla teletrasportata fuori dalla stazione, l'alieno torna nel quadrante gamma, mentre sulla stazione tutto torna alla normalità e, fortunatamente, Q se ne torna da dove è venuto.
- Guest star: John de Lancie (Q)
- Altri interpreti: Jennifer Hetrick (Vash), Laura Cameron (donna bajoriana), Tom McCleister (Kolos)

- L'episodio riprende la conclusione dell'episodio della serie Star Trek: The Next Generation intitolato Q-pido.

## Il passato di Dax
- Titolo originale: Dax
- Diretto da: David Carson
- Scritto da: Peter Allan Fields (soggetto), D.C. Fontana e Peter Allan Fields (sceneggiatura)

### Trama
Jadzia Dax è accusata dalle autorità di Klaestron IV di tradimento e dell'omicidio del generale Ardelon Tandro, ora venerato come eroe nazionale sul suo pianeta, crimini che avrebbe commesso il suo ospite precedente, Curzon Dax. Il processo è istruito sulla stazione Deep Space Nine e Sisko, con l'aiuto del suo equipaggio, tenta di salvare la vita al suo vecchio amico, anche se Jadzia si rifiuta di difendersi, rendendo difficile il loro lavoro. Odo indaga e arriva a parlare con la moglie del defunto, che confessa che è stato il marito a tradire la sua gente e che non è stato Curzon a ucciderlo, poiché lei e il Trill erano amanti e si trovavano insieme al momento dell'omicidio. Jadzia viene così scagionata e libera di dire a Sisko che il suo silenzio era dettato dall'onore nei confronti della donna, di cui era profondamento innamorato quando era ospite in Curzon.
- Guest star: Fionnula Flanagan (signora Tandro), Gregory Itzin (Ilon Tandro)
- Altri interpreti: Anne Haney (giudice Renora), Richard Lineback (Selin Peers)

## Il clandestino
- Titolo originale: The Passenger
- Diretto da: Paul Lynch
- Scritto da: Morgan Gendel (soggetto), Morgan Gendel, Robert Hewitt Wolfe e Michael Piller (sceneggiatura)

### Trama
Il dottor Bashir e il maggiore Kira soccorrono una nave gravemente danneggiata e vi trovano due Kobliadiani: uno è Vantika, un delinquente, l'altra è la sua carceriera che lo sta riportando sul loro pianeta. Il prigioniero muore nonostante l'intervento di Bashir e l'aliena, che non è convinta della morte del criminale, poiché ha simulato in passato molte volte la propria morte, viene portata su Deep Space Nine. Il loro arrivo sulla stazione coincide con un carico preziosissimo di deurilio, un materiale indispensabile alla sopravvivenza della società kobliadiana e iniziano ad accadere strani incidenti sulla stazione; tutto porta a pensare che Vantika sia ancora in vita e che sia riuscito a trasferire la sua coscienza poco prima della morte biologica. Il malcapitato ospite è il dottor Bashir, che sta portando a termine i traffici criminali di Vantika; una volta che Sisko e gli altri scoprono che Bashir non è in sé, inizia con Vantika la negoziazione per riavere indietro il dottore e neutralizzare la coscienza del Kobliadiano. Dax, con uno stratagemma, riesce a "liberare" la coscienza di Bashir dalla presenza di Vantika, sventando così il tentativo di furto del deurilio.
- Altri interpreti: Caitlin Brown (Ty Kajada), James Lashly (tenente George Primmin), Christopher Collins (Durg), James Harper (Rao Vantika)

## Il gioco dei Wadi
- Titolo originale: Move Along Home
- Diretto da: David Carson
- Scritto da: Michael Piller (soggetto), Frederick Rappaport, Lisa Rich e Jeanne Carrigan-Fauci (sceneggiatura)

### Trama
Gli ufficiali superiori di Deep Space Nine sono in alta uniforme: sulla stazione sta per arrivare la prima delegazione di una civiltà scoperta da una nave vulcaniana nel quadrante Gamma, i Wadi. Gli alieni, però, sembrano non essere affatto interessati alle procedure diplomatiche e la prima cosa che chiedono è di venir portati da Quark per giocare d'azzardo. Poiché per la disperazione di Quark continuano a vincere a Dabo, il Ferengi tenta di imbrogliare, ma viene scoperto. I Wadi allora gli propongono un loro gioco, il Chula; ben presto Quark si accorge, anche con l'aiuto di Odo, che le quattro pedine che sta muovendo non sono altri che Sisko, Dax, Kira e Bashir, che sono intrappolati nel gioco e devono superare delle prove, anche pericolose, per passare al livello successivo. Quark cerca in tutti i modi di salvare gli ufficiali, quando invece perderà miseramente la partita, scoprendo che "perdere" le pedine non significa altro che farle uscire dal gioco e far tornare gli ufficiali alla realtà, perché in fondo (come gli dicono i Wadi) è solo un gioco, che gli alieni gli hanno fatto prendere troppo sul serio per punirlo della sua disonestà.
- Altri interpreti: Joel Brooks (Falow), James Lashly (George Primmin), Clara Bryant (Chandra)

## Nagus per un giorno
- Titolo originale: The Nagus
- Diretto da: David Livingston
- Scritto da: David Livingston (soggetto), Ira Steven Behr (sceneggiatura)

### Trama
Quark ospita il Grande Nagus dei Ferengi, Zek, capitato su Deep Space Nine per trattare un importante affare. Quark si preoccupa del suo bar: se il suo istinto non lo inganna, il Nagus è lì per costringerlo a vendere il suo locale, ma scoprirà ben presto che in realtà è stato nominato nuovo Grande Nagus per gli affari del quadrante Gamma. Il Grande Nagus si scandalizza anche che Nog vada a scuola, pratica contraria alla loro cultura perché è una pratica che non porta profitto, e gli vieta di frequentarla, portando dispiacere a Jake, suo migliore amico, ma rendendo felice Sisko, che non gradisce che il figlio frequenti un Ferengi. Quark gongola per il nuovo e prestigioso titolo, ma ben presto si ritrova sommerso dagli approfittatori e da loschi personaggi che lo minacciano di morte, senza contare che il vecchio Grande Nagus muore improvvisamente. Odo scoprirà che Zek non è affatto morto: ha inscenato tutto per vedere come suo figlio si sarebbe comportato, mentre Quark subirà un tentativo di omicidio proprio dal fratello Rom e dal figlio di Zek. Quark, tutt'altro contrariato dal tentativo assassinio di Rom, gli offre una promozione perché ha dimostrato di avere "lobi" per gli affari. Sisko si ravvedrà sull'amicizia del figlio con Nog, quando scoprirà che Jake sta insegnando (di nascosto) a leggere all'amico ferengi.
- Altri interpreti: Max Grodénchik (Rom), Aron Eisenberg (Nog), Wallace Shawn (Grande Nagus Zek), Tiny Ron (Maihar'du), Lee Arenberg (Gral), Lou Wagner (Krax), Barry Gordon (Nava)

## La chiave vivente
- Titolo originale: Vortex
- Diretto da: Winrich Kolbe
- Scritto da: Sam Rolfe

### Trama
Odo decide di indagare per vedere se Quark ha qualche affare in ballo con due gemelli di specie Miradorn appena giunti sulla stazione, che sono stati invitati a bere un drink proprio dal barista. Durante le trattative per la vendita di un artefatto molto prezioso, un altro Miradorn di nome Croden si fa vivo minacciando i Miradorn e Quark con un'arma, pretendendo la consegna dell'oggetto. Odo interviene nella rissa che segue, ma non riesce a impedire che un colpo sparato dallo sconosciuto uccida uno dei due fratelli. Il Miradorn sopravvissuto giura vendetta, mentre Croden, parlando con Odo, gli dice che il suo comportamento, permeato dall'estremo senso di giustizia, è tipico dei mutaforma; ciò accende la curiosità di Odo perché lui non ha idea delle sue origini, non sa da che pianeta viene e non ha mai incontrato un suo simile. Croden gli fa capire che nel quadrante Gamma ci sono alieni simili a lui e manipola così il connestabile per farsi liberare in cambio di informazioni sui mutaforma. Odo è incaricato di riportare Croden nel quadrante Gamma e strada facendo vengono attaccati; il criminale convince il mutaforma a lasciargli i comandi della navetta; Odo capisce troppo tardi di essere stato ingannato: Croden non lo sta portando da altri mutaforma, ma gli giura che girano tantissime voci su di loro che lui pensava fossero leggende, prima di incontrare Odo. Croden ha portato Odo su quel pianeta perché lì si trova in stasi la sua bambina, unica sopravvissuta alla strage della sua famiglia perpetrata dalle forze dell'ordine miradorn. Odo aiuterà il criminale a fingersi morto in modo che possa scappare con la figlia e rifarsi una vita.
- Altri interpreti: Max Grodénchik (Rom), Cliff DeYoung (Croden), Randy Oglesby (Ah-Kel / Ro-Kel), Gordon Clapp (Hadran), Kathleen Garrett (capitano vulcaniano), Leslie Engelberg (Yareth)

## Guerra per sempre
- Titolo originale: Battle Lines
- Diretto da: Paul Lynch
- Scritto da: Hilary Bader (soggetto), Richard Danus e Evan Carlos Somers (sceneggiatura)

### Trama
Kai Opaka, giunta in visita su Deep Space Nine, chiede di visitare il Tempio Celeste e il quadrante Gamma. A causa di una richiesta di salvataggio giunta da un pianeta, la navetta su cui viaggia con Sisko, Kira e Bashir precipita, causando la sua morte. Scoprono che sul pianeta ci sono due fazioni in guerra tra loro da molte generazioni; improvvisamente giunge al loro nascondiglio anche la Kai Opaka, misteriosamente rediviva. Bashir scopre che sul pianeta c'è nell'aria un batterio sintetico in grado di riportare in vita chiunque muoia in quell'atmosfera; gli ufficiali della Federazione scoprono che è la punizione per coloro che sono stati confinati su quel pianeta: poiché si rifiutavano anni addietro di deporre le armi, furono mandati in esilio e condannati a combattere tra loro senza possibilità di morire. Inoltre, nessuno di loro può lasciare il pianeta a causa proprio di quel batterio: per questo motivo Kai Opaka, donna saggia e di pace, decide di rimanere e di non farsi curare da questo batterio nel tentativo di portare un giorno la pace tra quei due popoli martoriati dall'odio.
- Altri interpreti: Camille Saviola (Kai Opaka), Paul Collins (Zlangco), Jonathan Banks (Shel-La)

## Colui che racconta
- Titolo originale: The Storyteller
- Diretto da: David Livingston
- Scritto da: Kurt Michael Bensmiller (soggetto), Kurt Michael Bensmiller e Ira Steven Behr (sceneggiatura)

### Trama
O'Brien accompagna il Dottor Bashir su Bajor, dove dovrà soccorrere l'anziano Sirah di un villaggio, un capo carismatico con il potere di sconfiggere un'entità maligna che attacca la sua gente per cinque notti ogni anno. Anche se debole, il Sirah riesce a far fronte alla minaccia, che si presenta sotto forma di una densa nuvola capace di ricoprire in poco tempo tutto il villaggio. Rivolto al cielo, il Sirah racconta con enfasi del coraggio del suo popolo e a poco a poco la nuvola si ritrae; l'esperienza però lo sfinisce e poco prima di morire il Sirah designa il capo O'Brien come suo successore. O'Brien ne è tutt'altro che contento ed è anche vittima di un tentato omicidio da parte del Sirah designato alla successione; scopre così che l'entità maligna è creata dai pensieri negativi della gente del villaggio e solo il vero Sirah ha il potere di incanalare l'energia positiva degli abitanti. O'Brien farà in modo di fallire affinché il vero Sirah, che deve godere della fiducia della sua gente, possa prendere il posto che gli spetta. Intanto sulla stazione Sisko deve fare da arbitro tra due fazioni bajoriane che si stanno scontrando a causa di un confine ridisegnato tempo addietro dai Cardassiani, ma la mediazione non sarà facile poiché vedono contrapposti un uomo testardo da una parte e una ragazzina molto orgogliosa, tetrarca del suo villaggio, dall'altra. Sarà l'amicizia della giovane tetrarca con Jake e Nog a farle trovare un giusto compromesso per evitare lo scontro tra le loro genti.
- Altri interpreti: Aron Eisenberg (Nog), Kay E. Kuter (Sirah), Lawrence Monoson (Hovath), Gina Philips (Varis Sul), Jim Jansen (Faren), Jordan Lund (Woban)

## Un addio difficile
- Titolo originale: Progress
- Diretto da: Les Landau
- Scritto da: Peter Allan Fields

### Trama
Una luna di Bajor, colonizzata durante il dominio cardassiano, deve ora essere evacuata perché ne venga estratto il nucleo, destinato alla produzione di energia, ma il maggiore Kira si trova a discutere con un vecchio orgoglioso e ostinato, Mullibok, che non vuole abbandonare la sua casa. Mullibok si era stabilito su quella luna anni prima, dopo essere riuscito a sfuggire ai Cardassiani. Insieme ai suoi amici Baltrim e Keena si era costruito una casa, aveva coltivato la terra e aveva ritrovato un'esistenza semplice, ma dignitosa. Ben presto Kira prende le parti del vecchio, che viene peraltro ferito in un tentativo non riuscito di deportazione forzata da parte delle autorità di Bajor. Intanto Jake e Nog cercano invano di portare in porto un affare, ma rimangono invischiati in una catena di baratti che non portano loro alcun profitto. Per un caso fortuito si ritroveranno proprietari di un terreno che le autorità bajoriane desiderano comprare assolutamente e ricaveranno finalmente del denaro.
- Altri interpreti: Aron Eisenberg (Nog), Brian Keith (Mullibok), Nicholas Worth (capitano alieno), Michael Bofshever (Toran), Terrence Evans (Baltrim), Annie O'Donnell (Keena), Daniel Riordan (guardia)

## Sogni pericolosi
- Titolo originale: If Wishes Were Horses
- Diretto da: Robert Legato
- Scritto da: Nell McCue Crawford e William Crawford (soggetto), Nell McCue Crawford, William Crawford e Michael Piller (sceneggiatura)

### Trama
Miles O'Brien sta raccontando una favola alla sua piccola, quando il protagonista della fiaba, lo gnomo Rumplestiltskin, prende vita proprio vicino al letto della bambina. Jake sta giocando a baseball in una delle sale ologrammi, quando decide di interrompere il programma perché ha fame e viene seguito da uno dei giocatori olografici, che ha fame anche lui. Anche i desideri di Bashir prendono vita sotto forma di una Jadzia Dax perdutamente innamorata di lui. La causa di tutto questo si trova forse nello spazio intorno a Deep Space Nine: una frattura subspaziale che si sta allargando minacciando di inghiottire la stazione e l'intero sistema bajoriano. Sarà quando Rumplestiltskin offrirà una soluzione in cambio della figlia di O'Brien, che Sisko capirà che non esiste alcuna frattura; a quel punto gli strani personaggi svaniranno, meno uno: il giocatore di baseball apparirà un'ultima volta a Sisko, rivelando che sono una specie approdata al quadrante Alfa attraverso il tunnel e che hanno sfruttato l'immaginazione dei membri della stazione per manifestarsi a loro e studiarli.
- Altri interpreti: Keone Young (Buck Bokai), Rosalind Chao (Keiko O'Brien), Hana Hatae (Molly O'Brien), Michael J. Anderson (Rumpelstiltskin)

## Il cucciolo
- Titolo originale: The Forsaken
- Diretto da: Les Landau
- Scritto da: Jim Trombetta (soggetto), Don Carlos Dunaway e Michael Piller (sceneggiatura)

### Trama
Alcuni ambasciatori della Federazione sono in visita su Deep Space Nine e Sisko affida al dottor Bashir il compito di seguirli e soddisfare le loro richieste. Fra i diplomatici vi è anche Lwaxana Troi, ambasciatrice di Betazed che, dopo essere stata difesa da Odo al bar di Quark, lo ricopre di attenzioni. Il pudico mutaforma non si trova a suo agio con l'esuberante Betazoide e cerca di evitarla in ogni modo, ma la donna non gli dà tregua. Improvvisamente sulla stazione si scatena una raffica di guasti senza spiegazione che mettono in pericolo gli ambasciatori affidati a Bashir e bloccano Odo e Lwaxana Troi in un turboascensore. O'Brien capisce che i guasti avvengono ogni qualvolta lui si allontana dal computer e Dax ipotizza che ci sia una sorta di entità, non necessariamente biologica, entrata nei sistemi che si è "affezionata" al capo O'Brien, e che tutti ribattezzano «il cucciolo». Mentre tutti cercano di risolvere il problema e liberare Odo e Lwaxana, il mutaforma inizia a stare male perché deve tornare alla sua forma fluida. La forzata vicinanza porterà Odo a confidarsi su quanto è stato triste e difficile il suo passato, quando prese coscienza di sé in un laboratorio bajoriano. Con un gesto molto umano e molto intimo, l'ambasciatrice accoglierà l'Odo in forma fluida in una sacca ricavata da un suo abito, permettendogli così di sopravvivere, mentre Dax trova un modo per ripristinare il computer della stazione e trasferire altrove l'entità.
- Altri interpreti: Constance Towers (ambasciatore Taxco), Michael Ensign (ambasciatore Lojal), Jack Shearer (ambasciatore Vadosia), Benita Andre (Anara)
- Guest star: Majel Barrett (Lwaxana Troi)

## Dramma involontario
- Titolo originale: Dramatis Personae
- Diretto da: Cliff Bole
- Scritto da: Joe Menosky

### Trama
Per ragioni sconosciute, una nave klingon esplode a poca distanza dalla stazione Deep Space Nine. Uno dei suoi occupanti viene teletrasportato e muore subito dopo avere pronunciato la parola "vittoria". Dax e O'Brien si imbarcano su una navetta per cercare di scoprire le cause dell'esplosione. Da quel momento l'ordine e la disciplina vengono a poco a poco turbati: Bashir, Dax e altri iniziano a manifestare un comportamento paranoico che li porta a vedere complotti dappertutto; la situazione degenera in un vero e proprio tentativo di ammutinamento da parte del maggiore Kira, che si sta occupando di una nave valeriana, una specie che ha sempre spalleggiato i Cardassiani. Odo scopre che tutto è riconducibile a un filmato trasmesso dalla nave klingon, in cui c'era un messaggio telepatico che porta alla ribellione chi lo ascolta. Con l'aiuto di Bashir, che pensa di spalleggiare Odo nella rivolta, il connestabile trova una specie di "antidoto" che somministrerà a tutti gli altri, riportandoli alla normalità.
- Altri interpreti: Jeff Pruitt (ufficiale), Tom Towles (Hon'Tihl), Stephen Parr (Valeriano), Randy Pflug (guardia)

## Colpevole ad ogni costo
- Titolo originale: Duet
- Diretto da: James L. Conway
- Scritto da: Lisa Rich e Jeanne Carrigan-Fauci (soggetto), Peter Allan Fields (sceneggiatura)

### Trama
Quando un vascello chiede di far sbarcare un passeggero affetto da Kalla-Nohra, Kira è molto emozionata. Gli unici casi di questa rara malattia si erano verificati in un campo di lavoro cardassiano e il malato non può essere che un ex prigioniero bajoriano; con suo grande disappunto, scopre che si tratta invece di Marritza, un Cardassiano. Se ha contratto la Kalla-Nohra, non poteva che essere uno dei guardiani del campo di lavoro e Kira è ben decisa a vederlo finalmente punito per i suoi crimini di guerra. Le prime indagini rivelano che il Cardassiano Marritza era soltanto un innocuo e pavido archivista, e in seguito che il loro prigioniero non è Marritza (di cui dice di aver rubato l'identità) ma Gul Darhe'el, un famoso boia che si è macchiato di numerosi crimini di guerra. Altre ulteriori indagini portano a galla un'altra sconcertante verità e un ribaltamento dell'identità del prigioniero: è veramente Marritza, ma si vergogna talmente tanto delle atrocità commesse dalla sua gente e di non aver fatto niente per fermarle, da voler passare per un assassino: la sua esecuzione costringerebbe Cardassia ad affrontare l'onta delle atrocità commesse. Kira lo lascerà andare, ma verrà ucciso sulla passeggiata da un Bajoriano.
- Altri interpreti: Harris Yulin (Marritza), Marc Alaimo (Gul Dukat), Ted Sorel (Kaval), Tony Rizzoli (Kainon), Norman Large (capitano), Robin Christopher (Neela)

## Nelle mani dei Profeti
- Titolo originale: In the Hands of the Prophets
- Diretto da: David Livingston
- Scritto da: Robert Hewitt Wolfe

### Trama
Su Deep Space Nine è giunta in visita Vedek Winn, uno dei leader spirituali di Bajor, probabile candidata a diventare la prossima Kai. La prima tappa della visita di Winn è la scuola in cui insegna la moglie di O'Brien, Keiko. La lezione è incentrata sul tunnel spaziale scoperto vicino Bajor, che è spiegato come fenomeno artificiale, diverso dai consueti tunnel spaziali. Vedek Winn puntualizza che il tunnel spaziale non è un fenomeno fisico, ma il Tempio Celeste dei Profeti. Keiko obietta che quella scuola non vuole sostituire i leader spirituali e quindi il suo compito è attenersi ai fatti, ma Winn si sente ormai oltraggiata e minaccia di chiudere la scuola se Keiko non sarà allontanata per aver professato delle blasfemie. Intanto Miles O'Brein indaga sul perché un importante strumento tecnico sia stato preso senza il suo permesso dal guardiamarina Akino, che verrà in seguito trovato morto, assassinato. Il fatto criminoso si congiungerà con quanto avviene alla scuola di Keiko: è tutto un piano della radicale Vedek Winn per attirare su Deep Space Nine Vedek Bareil, molto più moderato e benvoluto di lei e candidato favorito alla carica di Kai, per assassinarlo; l'intento non andrà a buon fine grazie all'intervento di Sisko.
- Guest star: Rosalind Chao (Keiko O'Brein), Louise Fletcher (Vedek Winn)
- Altri interpreti: Robin Christopher (Neela), Philip Anglim (Vedek Bareil)